# خدایی شریف‌زاده
خدایی شریف‌زاده (زاده: ۲۵ ژوئن ۱۹۳۷ – درگذشته: ۲۹ اکتبر ۲۰۱۷) ادیب و سخن‌شناس معروف تاجیکستان است. وی کتب و مقالات زیادی در مورد ادب دوران جدید و ادبیات کلاسیک فارسی نوشته‌است و برنده جوایز بسیاری شده‌است.

## زندگی‌نامه

### کودکی و نوجوانی
خدایی شریف‌زاده در ۲۵ ژوئن ۱۹۳۷ میلادی در روستای جارف ناحیه درواز استان بدخشان تاجیکستان متولد شد.

### تحصیلات
شریف‌زاده از دانشگاه دولتی تاجیکستان در رشته زبان و ادبیات در سال ۱۹۶۱ فارغ‌التحصیل شد. او در سال ۱۹۸۷ از تز دکتری خود با موضوع «نظریه نثر در آثار فارسی در دوران کلاسیک» دفاع کرد.

## مشاغل و مناصب
- ریاست دانشکده زبان و ادبیات دانشگاه ملی تاجیکستان را از سال ۱۹۹۳ تا ۱۹۹۷
- از اعضای اتحادیه نویسندگان تاجیکستان بود
- مسئولیت بخش نقد ادبی اتحادیه نویسندگان تاجیکستان را هم مدتی به دوش داشت.[۱][۲]

## فعالیت‌ها
خدایی شریف‌زاده از جمله فرهنگیانی بود که برای رسمیت بخشیدن به زبان فارسی در جمهوری شوروی تاجیکستان در اواخر دهه ۱۹۸۰ تلاش کرد و در سال ۱۹۸۹ دولت وقت مجبور شد با تصویب قانونی فارسی را زبان رسمی اعلام کند. وی همچنین از طرفداران رسمی‌کردن خط فارسی در تاجیکستان بود. او همچنین دربارهٔ مسعود سعد سلمان، فخرالدین عراقی، کمال خجندی، مولانا جلال الدین رومی، حافظ و سعدی، رودکی، فردوسی و رشیدالدین وطواط پژوهشهایی انجام داده‌است.

## آثار
- مقام ابن سینا در شعر و ادب تاجیک - ۱۹۸۵
- کلام بدیع – ۱۹۹۱
- شاعر و شعر – ۱۹۹۸
- آزردگان و امیدواران – ۲۰۰۱
- صوت عجم – ۲۰۰۲
- بلاغت و سخنوری – ۲۰۰۲
- راز جهان – ۲۰۰۳
- نظریه نثر – ۲۰۰۴
- اشعار هم عصران رودکی – ۲۰۰۷
- سنتهای ادبی – ۲۰۰۷
- سخن از ادبیات ملی – ۲۰۰۹
- معنویت و جهان ظاهری – ۲۰۱۲
- سیزده مقاله – ۲۰۱۳
- شاهنامه و شعر زمان فردوسی - ۲۰۱۶[۱][۲]

## جوایز
- جایزه ادبی صدرالدین عینی در تاجیکستان
- جایزه «سخن» محفل ادبی «بارگاه سخن» - ۲۰۰۴
- «جایزه سعدی شیرازی رایزنی فرهنگی ایران» برای کتاب شاهنامه و شعر زمان فردوسی – ۲۰۱۶[۱][۲]

## درگذشت
خدایی شریف‌زاده در حالی که به مدت ۵ سال از بیماری قلبی رنج می‌برد در ۲۹ اکتبر ۲۰۱۷ درگذشت و در ۳۰ اکتبر ۲۰۱۷ در شهر دوشنبه پایتخت تاجیکستان به خاک سپرده شد.